# Große Synagoge (Chrzanów)

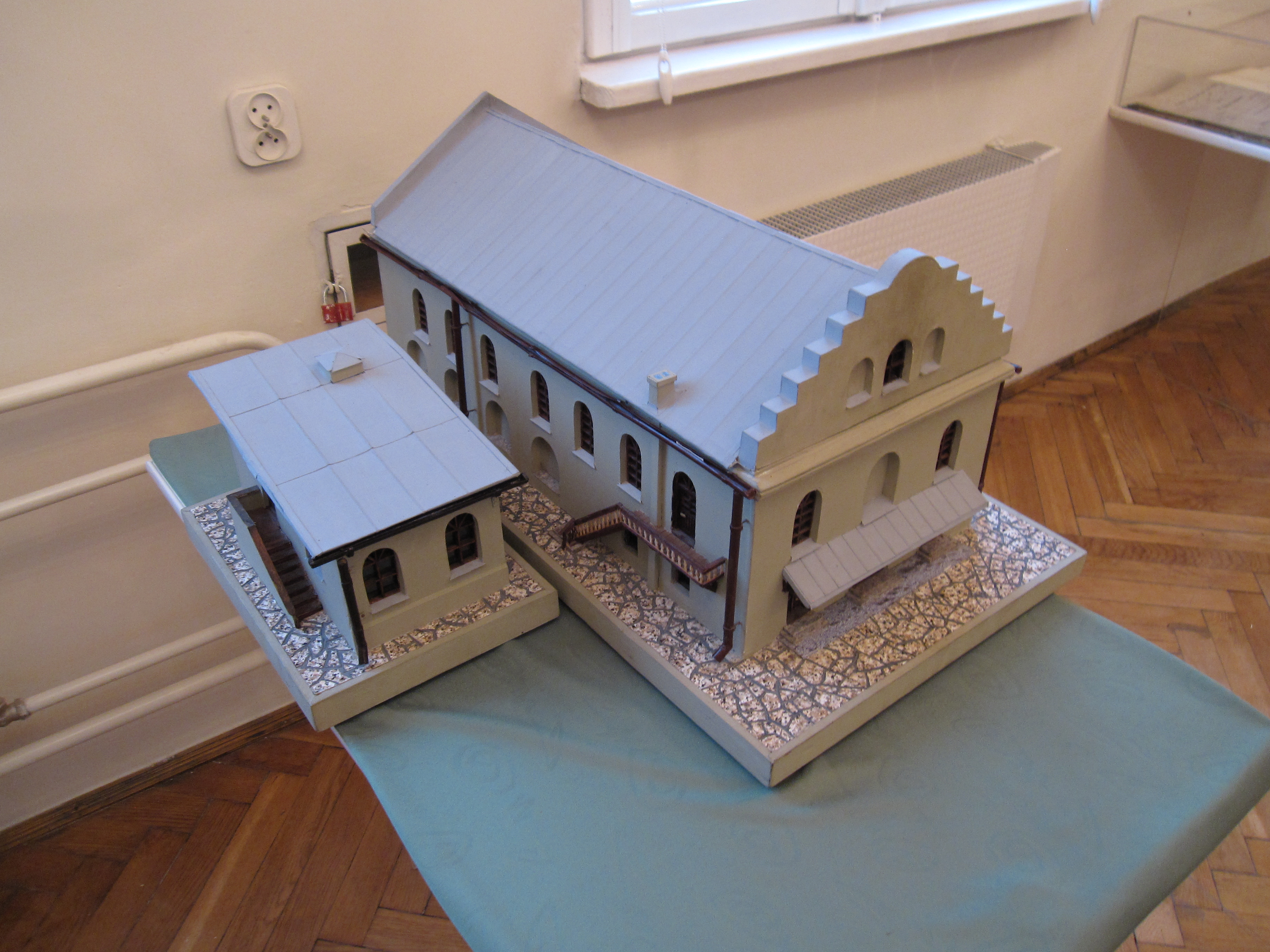
Modell der Großen Synagoge in Chrzanów, ausgestellt im Museum Irena und Mieczysław Mazaraki

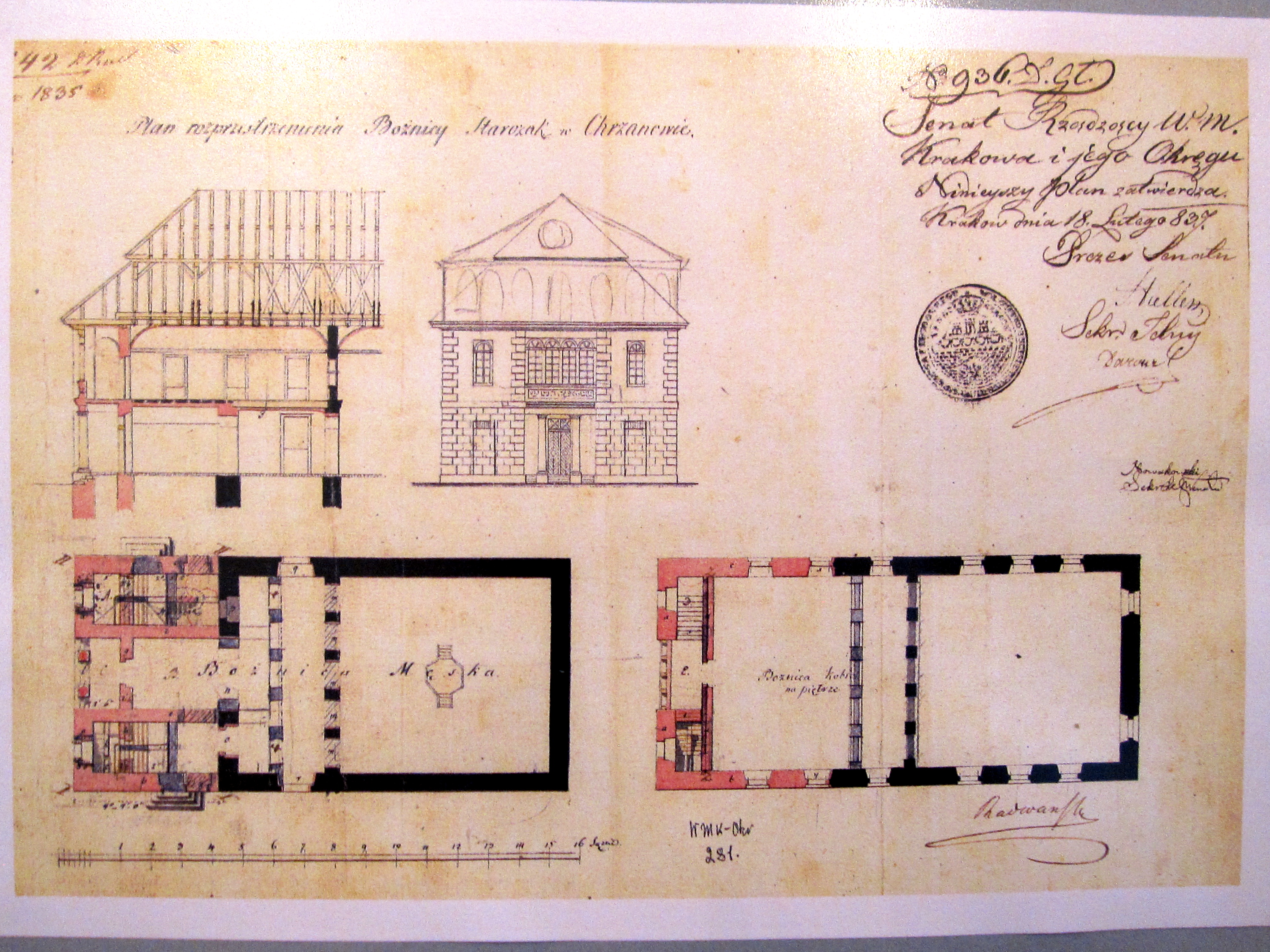
Plan der Synagoge

Die Große Synagoge in Chrzanów, einer polnischen Stadt in der Woiwodschaft Kleinpolen, wurde 1786/87 errichtet. Die Synagoge wurde im Zweiten Weltkrieg zerstört.